# Mariano Vázquez
Mariano Vázquez (Mar del Plata, Provincia de Buenos Aires, Argentina; 20 de diciembre de 1992) es un futbolista argentino. Juega como mediocentro y  actualmente se encuentra jugando en el equipo Al Hholood donde se destaca como figura.

## Trayectoria
Comenzó su carrera en las inferiores de Boca Juniors, Tigre y Independiente, aunque sin alcanzar a debutar en primera. Debutó profesionalmente el 25 de agosto de 2013, en la victoria de Alvarado por 1 a 0 contra Defensores de Belgrano, en un juego disputado en el Estadio José María Minella de Mar del Plata. En la Copa Argentina 2013/14 realizó su debut el 20 de noviembre de 2013, en la derrota de 0 a 1 contra Unión de Mar del Plata.
En mayo de 2015 pasó al Once Tigres, que disputa el Torneo Federal B. Allí se destacó como uno de los principales asistidores en el mediocampo del club. El 14 de enero de 2016, buscando un relevo en su carrera, fichó por el Atlético Huila de la Categoría Primera A. Con el cuadro Opita debutaría el 30 de enero de 2016, ante Junior de Barranquilla en el Estadio Metropolitano Roberto Meléndez. El juego finalizó con derrota de 0 a 1.
El 29 de junio de 2016 se concretó su fichaje por el Fortaleza CEIF. Cuatro días después hizo su primera aparición en la derrota como visitante por 0 a 1 contra Jaguares de Córdoba. Su primer gol lo convirtió el 13 de agosto de 2016 en la derrota de Fortaleza por 2 a 3 contra Millonarios en el Estadio Nemesio Camacho El Campín de Bogotá.
El 11 de enero de 2017 se confirmó su traspaso al Atlético Nacional por € 500.000 y tres años de contrato. El sábado 18 de febrero hace su debut con los Verdolagas en el empate como visitante por 0 a 0 contra Deportes Tolima, reemplazando a Jhon Mosquera en la segunda mitad. El 10 de mayo conquista la Recopa Sudamericana 2017 ante Chapecoense.

## Clubes
| Club              | País      | Año         |
| ----------------- | --------- | ----------- |
| Alvarado          | Argentina | 2012 - 2015 |
| Once Tigres       | Argentina | 2015        |
| Atlético Huila    | Colombia  | 2016        |
| Fortaleza         | Colombia  | 2016        |
| Atlético Nacional | Colombia  | 2017        |
| Deportes Tolima   | Colombia  | 2017        |
| La Equidad        | Colombia  | 2018        |
| Deportivo Pasto   | Colombia  | 2019        |
| Fortaleza         | Brasil    | 2019 - 2021 |
| FBC Melgar        | Perú      | 2021        |
| Deportivo Pasto   | Colombia  | 2022        |

## Estadísticas
- Actualizado el 31 de octubre de 2022.

| Alvarado Argentina                                                                             | 2013-14             | 3.ª                 | 13  |    | —  | — | 1  | 0 | — | — | 14  | 0  |
| Alvarado Argentina                                                                             | 2014                | 3.ª                 | 9   | 4  | —  | — | 1  | 0 | — | — | 10  | 0  |
| Alvarado Argentina                                                                             | Total club          | Total club          | 22  | 4  | —  | — | 2  | 0 | 0 | 0 | 24  | 0  |
| Once Tigres Argentina                                                                          | 2015                | 4.ª                 | 17  | 3  | —  | — | —  | — | — | — | 17  | 3  |
| Once Tigres Argentina                                                                          | Total club          | Total club          | 17  | 3  | —  | — | 0  | 0 | 0 | 0 | 17  | 3  |
| Atlético Huila · Colombia                                                                      | 2016-I              | 1.ª                 | 10  | 4  | —  | — | 5  | 0 | — | — | 15  | 4  |
| Atlético Huila · Colombia                                                                      | Total club          | Total club          | 10  | 4  | —  | — | 5  | 2 | 0 | 0 | 15  | 4  |
| Fortaleza · Colombia                                                                           | 2016-II             | 1.ª                 | 16  | 2  | —  | — | —  | — | — | — | 16  | 2  |
| Fortaleza · Colombia                                                                           | Total club          | Total club          | 16  | 2  | —  | — | 0  | 0 | 0 | 0 | 16  | 2  |
| Atlético Nacional · Colombia                                                                   | 2017-I              | 1.ª                 | 18  | 0  | —  | — | —  | — | — | — | 18  | 0  |
| Atlético Nacional · Colombia                                                                   | Total club          | Total club          | 18  | 0  | —  | — | 0  | 0 | 0 | 0 | 18  | 0  |
| Deportes Tolima · Colombia                                                                     | 2017-II             | 1.ª                 | 12  | 0  | —  | — | —  | — | — | — | 12  | 0  |
| Deportes Tolima · Colombia                                                                     | Total club          | Total club          | 12  | 2  | —  | — | 0  | 0 | 0 | 0 | 12  | 0  |
| La Equidad · Colombia                                                                          | 2018                | 1.ª                 | 17  | 3  | —  | — | 3  | 0 | — | — | 20  | 3  |
| La Equidad · Colombia                                                                          | Total club          | Total club          | 17  | 3  | —  | — | 3  | 0 | 0 | 0 | 20  | 3  |
| Deportivo Pasto · Colombia                                                                     | 2019                | 1.ª                 | 23  | 5  | —  | — | 2  | 0 | — | — | 25  | 5  |
| Deportivo Pasto · Colombia                                                                     | Total club          | Total club          | 23  | 5  | —  | — | 2  | 0 | 0 | 0 | 25  | 5  |
| Fortaleza · Brasil                                                                             | 2019                | 1.ª                 | 21  | 6  | —  | — | —  | — | — | — | 21  | 0  |
| Fortaleza · Brasil                                                                             | 2020                | 1.ª                 | 19  | 0  | 13 | 0 | —  | — | 2 | 0 | 34  | 0  |
| Fortaleza · Brasil                                                                             | Total club          | Total club          | 40  | 6  | 13 | 0 | 0  | 0 | 2 | 0 | 55  | 0  |
| FBC Melgar · Perú                                                                              | 2021                | 1.ª                 | 14  | 1  | —  | — | —  | — | — | — | 14  | 1  |
| FBC Melgar · Perú                                                                              | Total club          | Total club          | 14  | 1  | —  | — | 0  | 0 | 0 | 0 | 14  | 1  |
| Deportivo Pasto · Colombia                                                                     | 2022                | 1.ª                 | 33  | 3  | —  | — | 1  | 0 | — | — | 34  | 3  |
| Deportivo Pasto · Colombia                                                                     | Total club          | Total club          | 33  | 3  | —  | — | 1  | 0 | 0 | 0 | 34  | 3  |
| Total en su carrera                                                                            | Total en su carrera | Total en su carrera | 189 | 33 | 13 | 0 | 12 | 0 | 2 | 0 | 195 | 18 |
| (1)Incluye Copa Argentina y Copa Colombia. (2)Incluye Recopa Sudamericana y Copa Libertadores. |                     |                     |     |    |    |   |    |   |   |   |     |    |

## Palmarés

### Campeonatos nacionales
| Título              | Club              | País     | Año  |
| ------------------- | ----------------- | -------- | ---- |
| Torneo Apertura     | Atlético Nacional | Colombia | 2017 |
| Campeonato Cearense | Fortaleza E. C.   | Brasil   | 2019 |
| Campeonato Cearense | Fortaleza E. C.   | Brasil   | 2020 |
| Campeonato Cearense | Fortaleza E. C.   | Brasil   | 2021 |

### Campeonatos internacionales
| Título              | Club              | País     | Año  |
| ------------------- | ----------------- | -------- | ---- |
| Recopa Sudamericana | Atlético Nacional | Colombia | 2017 |